# Stefanów (powiat brzeziński)
Stefanów – wieś w Polsce położona w województwie łódzkim, w powiecie brzezińskim, w gminie Rogów.
W latach 1975–1998 miejscowość należała administracyjnie do województwa skierniewickiego.